# Gökçe Akyıldız
Gökçe Akyıldız (Sinop, 30 de outubro de 1992) é uma atriz de cine e televisão turca.
Ela é casada (2017, com Mustafa Özyurt) e tem um filho, Ömer, e administra uma loja de chocolates artesanais em Beşiktaş, Istambul.